# 重慶五里坡國家級自然保護區
重庆五里坡国家级自然保护区位於重慶市巫山县東北部，总面积35276.6公顷，是神农架自然遗产地的一部分，是金絲猴、斑羚、林麝等多種珍稀瀕危野生動植物的棲息地。

## 历史
2000年，重慶五里坡自然保護區成立，2013年6月，被中国国务院批准为中國國家級自然保護區。　
2007年底，巫山县为保护自然与扶贫，启动整乡搬迁计划，将有中国十大贫困乡镇之一、重庆第一穷乡称号的庙堂乡整村人口迁出五里坡。2009年8月，重庆市政府批复撤销庙堂乡，受此影响，五里坡保护区管理的森林面积扩增至20万亩。
2018年12月，当地政府与林业监管部门同意将五里坡以调整湖北神农架边界的方式申报世界自然遗产。
2021年7月28日，经第44屆世界遺產大會決定，将五里坡自然保护区纳入世界遗产湖北神农架的范围中，使其進入世界遺產目錄。